# British Academy Film Awards

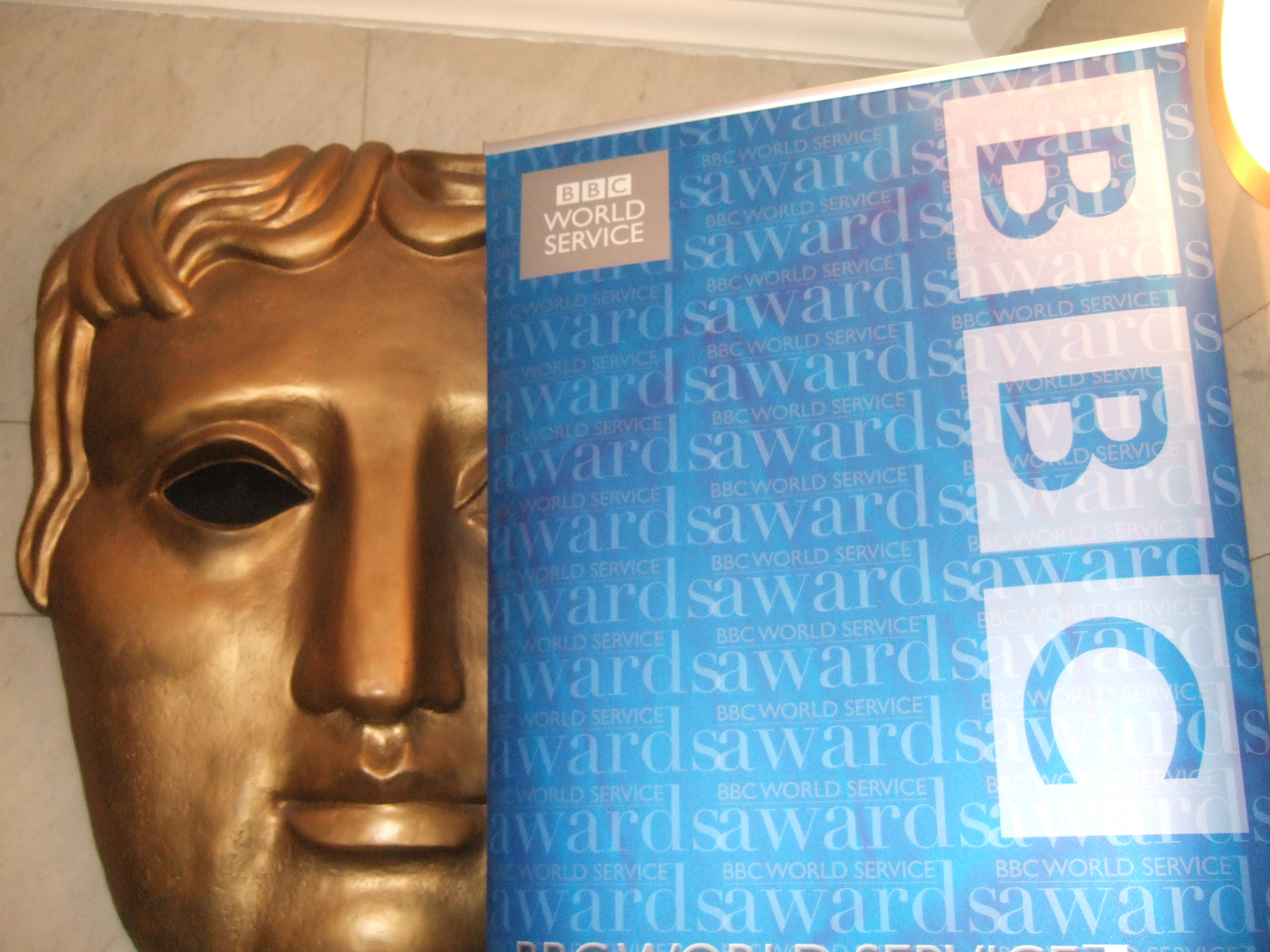
BAFTA masken och BBCs logo.

British Academy Film Awards är en årligt återkommande gala där British Academy of Film and Television Arts (BAFTA) står som värd. Galan är den brittiska motsvarigheten till Oscarsgalan och premierar arbete inom brittisk och internationell film sedan 1948. 2008–2016 hölls galan på Royal Opera House. Från och med 2017 hålls den i Royal Albert Hall.

## Priser
- BAFTA Award för bästa film (sedan 1948)
- BAFTA Award för bästa brittiska film (sedan 1948)
- BAFTA Award för bästa icke-engelskspråkiga film (sedan 1983)
- BAFTA Award för bästa kortfilm (sedan 1980)
- BAFTA Award för bästa animerade kortfilm (sedan 1990)
- BAFTA Award för bästa animerade film (sedan 2006)
- BAFTA Award för bästa dokumentär (1948-1989, 2012)
- BAFTA Award för bästa manliga huvudroll (sedan 1968)
- BAFTA Award för bästa kvinnliga huvudroll (sedan 1968)
- BAFTA Award för bästa regi (sedan 1969)
- BAFTA Award för bästa manliga biroll (sedan 1969)
- BAFTA Award för bästa kvinnliga biroll (sedan 1969)
- BAFTA Award för bästa foto (sedan 1969)
- BAFTA Award för bästa ljud (sedan 1969)
- BAFTA Award för bästa filmmusik (sedan 1969)
- BAFTA Award för bästa scenografi (sedan 1969)
- BAFTA Award för bästa kostym (sedan 1969)
- BAFTA Award för bästa klippning (sedan 1978)
- BAFTA Award för bästa debut av en brittisk manusförfattare, regissör eller producent (sedan 1998)
- BAFTA Award för bästa specialeffekter (sedan 1983)
- BAFTA Award för bästa smink (sedan 1983)
- BAFTA Award för bästa originalmanus (sedan 1984)
- BAFTA Award för bästa manus efter förlaga (sedan 1984)
- Rising Star Award (sedan 2006)